# Sub Cetate (okręg Harghita)
Sub Cetate (węg. Zeteváralja) – wieś w Rumunii, w okręgu Harghita, w gminie Zetea. W 2011 roku liczyła 736 mieszkańców.